# Kazanskajatoppen
Kazanskajatoppen är ett berg i Antarktis. Det ligger i Östantarktis. Norge gör anspråk på området. Toppen på Kazanskajatoppen är 2 640 meter över havet, eller 299 meter över den omgivande terrängen. Bredden vid basen är 5,0 km.
Terrängen runt Kazanskajatoppen är kuperad österut, men västerut är den platt. Trakten är obefolkad. Det finns inga samhällen i närheten. 